# Temporada 1992-1993 del FC Barcelona (femení)
La temporada 1992-93 és la 5a en la història del Club Femení Barcelona.

## Desenvolupament de la temporada
Les jugadores queden terceres classificades a la Lliga Nacional i eliminades a setzens de final a la Copa de la Reina.

## Jugadores i cos tècnic

### Plantilla 1992-93
La plantilla i el cos tècnic del primer equip per a l'actual temporada (manca informació) són els següents:
| N. | Pos. | Nac. | Jugador          |
| -- | ---- | --- | ---------------- |
| —  | POR  | [[Fitxer:Flag of Catalonia.svg\|23x15px\|border \|alt=Catalunya\|link=Selecció de futbol de Catalunya\|{{#if:\|]] | Roser Serra      |
| —  | DEF  | [[Fitxer:Flag of Catalonia.svg\|23x15px\|border \|alt=Catalunya\|link=Selecció de futbol de Catalunya\|{{#if:\|]] | Judith Corominas |

| N. | Pos. | Nac. | Jugador     |
| -- | ---- | --- | ----------- |
| —  | DEF  | [[Fitxer:Flag of Catalonia.svg\|23x15px\|border \|alt=Catalunya\|link=Selecció de futbol de Catalunya\|{{#if:\|]] | Kety Pulido |

### Cos tècnic 1992-93
- Entrenador:  Luis de la Pena

## Partits
Victòria       Empat       Derrota

### Lliga
| 27 de setembre de 1992 | Club de Fútbol Llers (femení) | 1-4   | Club Femení Barcelona | Llers, Catalunya |  |
| Jornada 1              |                               | [ 2 ] |                       |                  |  |

| 4 d'octubre de 1992 | Club Femení Barcelona | 1-4   | Centre d'Esports Sabadell Futbol Club (femení) | Barcelona, Catalunya                        |  |
| Jornada 2           |                       | [ 2 ] |                                                | Zona Esportiva del FC Barcelona Catalunya · |  |

| 11 d'octubre de 1992 | Club Deportivo Oroquieta Villaverde | 2-2   | Club Femení Barcelona | Madrid, Comunitat de Madrid |  |
| Jornada 3            |                                     | [ 2 ] |                       |                             |  |

| 18 d'octubre de 1992 | Club Femení Barcelona | 2-1   | Añorga Kirol eta Kultur Elkartea | Barcelona, Catalunya                        |  |
| Jornada 4            |                       | [ 2 ] |                                  | Zona Esportiva del FC Barcelona Catalunya · |  |

| 25 d'octubre de 1992 | Club de Futbol Femení Athenas | 1-1   | Club Femení Barcelona | Barcelona, Catalunya |  |
| Jornada 5            |                               | [ 2 ] |                       |                      |  |

| 1 de novembre de 1992 |  | Descansa |  |  |  |
| Jornada 6             |  | [ 2 ]    |  |  |  |

| 8 de novembre de 1992 | Club Femení Barcelona | 1-1   | Club de Fútbol Femenino Tradehi | Barcelona, Catalunya                        |  |
| Jornada 7             |                       | [ 2 ] |                                 | Zona Esportiva del FC Barcelona Catalunya · |  |

| 22 de novembre de 1992 | Club Femení Barcelona | 4-0   | Club de Fútbol Llers (femení) | Barcelona, Catalunya                        |  |
| Jornada 8              |                       | [ 2 ] |                               | Zona Esportiva del FC Barcelona Catalunya · |  |

| 29 de novembre de 1992 | Centre d'Esports Sabadell Futbol Club (femení) | 1-2   | Club Femení Barcelona | Sabadell, Catalunya |  |
| Jornada 9              |                                                | [ 2 ] |                       |                     |  |

| 13 de desembre de 1992 | Club Femení Barcelona | 0-2   | Club Deportivo Oroquieta Villaverde | Barcelona, Catalunya                        |  |
| Jornada 10             |                       | [ 2 ] |                                     | Zona Esportiva del FC Barcelona Catalunya · |  |

| 20 de desembre de 1992 | Añorga Kirol eta Kultur Elkartea | 4-5   | Club Femení Barcelona | Sant Sebastià, Euskadi |  |
| Jornada 11             |                                  | [ 2 ] |                       |                        |  |

| 17 de gener de 1993 | Club Femení Barcelona | 1-1   | Club de Futbol Femení Athenas | Barcelona, Catalunya                        |  |
| Jornada 12          |                       | [ 2 ] |                               | Zona Esportiva del FC Barcelona Catalunya · |  |

| 24 de gener de 1993 |  | Descansa |  |  |  |
| Jornada 13          |  | [ 2 ]    |  |  |  |

| 31 de gener de 1993 | Club de Fútbol Femenino Tradehi | 0-2   | Club Femení Barcelona | Oviedo, Astúries |  |
| Jornada 14          |                                 | [ 2 ] |                       |                  |  |

### Copa de la Reina
| 2 de maig de 1993 | Club de Fútbol Llers (femení) | 4-1 | Club Femení Barcelona | Llers, Catalunya |  |
| 1/16 anada        |                               |     |                       |                  |  |

| 9 de maig de 1993 | Club Femení Barcelona | 3-1 | Club de Fútbol Llers (femení) | Barcelona, Catalunya                        |  |
| 1/16 tornada      |                       |     |                               | Zona Esportiva del FC Barcelona Catalunya · |  |